# جبل بودبوس
جبل بُودَبّوس جبل يقع بوسط الجمهورية التونسية، شمال غربي مدينة القيروان. يبلغ ارتفاعه 916 م.